# Anna z Rožmitálu
Anna z Rožmitálu, po sňatku Anna Hradecká z Rožmitálu (1500 – 13. prosince 1563) byla česká šlechtična z rodu pánů z Rožmitálu a manželka nejvyššího kancléře Českého království Adama I. z Hradce.

## Život
Narodila se jako dcera Zdeňka Lva z Rožmitálu (před 1470–1535), pozdějšího nejvyššího purkrabího, a jeho manželky Kateřiny Švihovské z Rýzmberka.
V roce 1515 se jako patnáctiletá provdala za Adama I. z Hradce (14. květen 1494 – 15. červen 1531 Praha), syna Jindřicha IV. z Hradce (1442–1507), nejvyššího purkrabího, a jeho 4. manželky Anny z Minsterberka (1471 – po 1517).
Z manželství se narodilo 5 dětí, mezi nimi 3 dcery a 2 synové:
- 1. Voršila (7. 12. 1516–1570)
- 2. Magdalena (21. 9. 1519–1580)
- 3. Alžběta "Eliška" (21. 11. 1524 – 6. 1. 1585)
  - ∞ (7. 1. 1543) Diviš Slavata z Chlumu a Košumberka (1515 – 20. 8. 1575)
- 4. Jáchym (14. 7. 1526 – 12. 12. 1565, utopil se v Dunaji), nejvyšší kancléř Českého království (1554–1565)
  - ∞ (2. 3. 1546) Anna "Alžběta" z Rožmberka (26. 1. 1530 – 16. 12. 1580)
- 5. Zachariáš (1527 – 6. 2. 1589), moravský zemský hejtman (1567–1572)
  - 1. ∞ (15. 1. 1553 Polná) Kateřina z Valdštejna († 23. 9. 1571)
  - 2. ∞ (1576) Anna ze Šlejnic († po 1593)

Ovdověla v roce 1531 ve věku 31 let, když její muž zemřel na mor. Dále pak vychovávala své syny. V letech 1540–1546 pečovala v Jindřichově Hradci se svou švagrovou Annou Rožmberskou z Hradce (okolo 1497 – po 1570) o rožmberské sirotky po zemřelém Joštu III. z Rožmberka (1488–1539), mezi nimi o Petra Voka (1539–1611). V roce 1546 se jindřichohradeckého panství ujal syn Jáchym a Anna se přestěhovala na své sídlo v Kardašově Řečici, avšak ke svým synům do Jindřichova Hradce a Telče zajížděla.

## Majetek
Jako doživotní vdovský úděl sloužila Anně od roku 1531 Kardašova Řečice a několik vesnic v okolí. Po její smrti byl úděl opět sloučen s jindřichohradeckým panstvím.

## Vyobrazení
V roce 1529 vznikla série dvou portrétů, na kterých je vyobrazena 29letá Anna a její muž. Obrazy technikou olej na lipové dřevo namaloval Jakob Seisenegger (1505–1567), pozdější pražský dvorní malíř Ferdinanda I. Habsburského. Pocházejí ze svozového fondu zámku Strážnice, ale dlouhodobě jsou zapůjčeny na státním zámku v Telči, jsou tedy ve správě Národního památkového ústavu. Anna je vyobrazena v luxusním černo-zlatém oděvu v duchu módy německé renesance. Její dekolt zdobí dvě řady zlatých řetězů a nad nimi náhrdelník s perlovým přívěskem. Na rukou složených u pasu je několik prstenů. V levé ruce drží bodlák (Carduus). Šperky se nacházejí také na jejím klobouku.